# Саханське (Роменський район)
Саха́нське —  село в Україні, в Сумській області, Роменському районі. Населення становить 66 осіб. Входить до складу Андріяшівської сільської громади. До 2020 орган місцевого самоврядування - Анастасівська сільська рада.

## Географія
Село Саханське розташоване в урочищі Романівщині. На відстані 1 км розташоване село Закубанка.
По селу протікає струмок, що пересихає. Довкіл села багато газових свердловин.

## Історія
Село постраждало внаслідок геноциду українського народу, проведеного урядом СРСР 1923-1933 та 1946-1947 роках.